# Матиас Йоргенсен
Матиас Йоргенсен (на датски: Mathias Jørgensen) е датски футболист, защитник, който играе за Лос Анджелис Галакси.

## Кариера

### ФК Копенхаген
Йоргенсен се премества в Копенхаген от академията на Болдклубен 93, където играе в първия отбор мачове от 16-годишна възраст. Подписва тригодишен договор с Копенхаген на 26 юни 2007 г. Преди да подпише с датските шампиони, изкарва пробен период в Арсенал.
На 21 юли 2007 г. Йоргенсен скъсва сухожилие на лявото коляно в мач на резервите. На 9 септември, той отново играе за отбора на резервите. Дебютира за първия отбор на 26 септември 2007 г. в мач за купата срещу Фредерикия. Той е заменен от Оскар Вендт 5 минути преди края на редовното време, а мача Копенхаген печели с 3:1.
На 19 ноември 2008 г., той прави дебюта си за датския национален отбор по футбол в приятелска среща срещу Уелс.
След като Роланд Нилсон става мениджър на Копенхаген, Йоргенсен става капитан на „лъвовете“. На 22 февруари 2012 г. е обявено, че Йоргенсен ще се присъедини към холандския ПСВ Айндховен със свободен трансфер през летния трансферен прозорец.

### ПСВ Айндховен
Йоргенсен е включен в приятелския турнир преди началото на сезона, „Полиш мастъср“, през юли 2012 г. и вкарва първия си гол за ПСВ в двубоят им срещу Бенфика Лисабон на 22 юли. Въпреки това, той не успява да си спечели място в първите 11 на ПСВ и изиграва само 14 мача за клуба в течение на две години.

### ФК Копенхаген
На 7 юли 2014 г. Матиас Йоргенсен се завръща в Копенхаген, за сумата от около €600 000.

## Отличия

### ФК Копенхаген
- Датска суперлига (5): 2008/09, 2009/10, 2010/11, 2015/16, 2016/17
- Носител на Купата на Дания (5): 2009, 2012, 2015, 2016, 2017

### Индивидуални
- Талант на годината (1): 2008[9]